# Torre de Blackpool

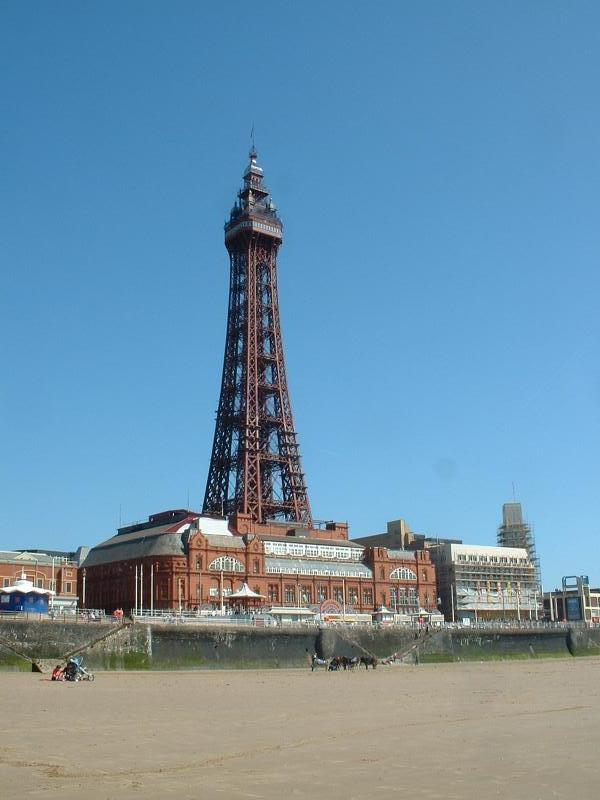
Torre de Blackpool

Blackpool Tower ou Torre de Blackpool é uma atração turística da cidade de Blackpool aberta ao público em 14 de maio de 1894. Ficou famosa por lembrar sua inspiração distante, a Torre Eiffel em Paris.
A Blackpool Tower também é o nome comum dos edifícios da Torre, um complexo de entretenimento em um bloco de três andares de tijolos vermelhos, que inclui a torre, o aquário térreo e a cafeteria, o Tower Circus, o Tower Ballroom e os jardins do telhado que foi designado como Edifício classificado da categoria I em 1973.